# Veronica lendenfeldii
Veronica lendenfeldii är en grobladsväxtart som beskrevs av Ferdinand von Mueller. Veronica lendenfeldii ingår i släktet veronikor, och familjen grobladsväxter. Utöver nominatformen finns också underarten V. l. giulianettii.